# Dysschema dissimulans
Dysschema dissimulans är en fjärilsart som beskrevs av Walker 1865. Dysschema dissimulans ingår i släktet Dysschema och familjen björnspinnare. Inga underarter finns listade i Catalogue of Life.